# 塞什拉
塞什拉（法語：Sécheras）是法国阿尔代什省的一个市镇，位于该省东北部，属于罗讷河畔图尔农区。该市镇的总面积为7.26平方公里，2009年时的人口为554人。

## 人口
塞什拉人口变化图示
| 数据来源：INSEE |